# Crni Vrh (gmina Knjaževac)
Crni Vrh (cyr. Црни Врх) – wieś w Serbii, w okręgu zajeczarskim, w gminie Knjaževac. W 2011 roku liczyła 91 mieszkańców.